# 8ª Armata
Die 8ª Armata (deutsch 8. Armee) war eine Armee des italienischen Heeres, welche in beiden Weltkriegen zum Einsatz kam. Im Ersten Weltkrieg trug die Armee 1918 in der zweiten Piaveschlacht und der Schlacht von Vittorio Veneto entscheidend zum Sieg Italiens über Österreich-Ungarn bei.
Im Zweiten Weltkrieg trug die 8. Armee von Juli 1942 bis März 1943 auch die Bezeichnung Armata Italiana in Russia (ARMIR). Italien sandte als Verbündeter des deutschen Reiches für die Don-Offensive die 8. Armee zum Kampf gegen die Rote Armee im Sommer 1942 an die südliche Ostfront. Der Oberbefehlshaber dieser Armee, Generaloberst Gariboldi, übernahm am 13. August 1942 die Verantwortung für einen etwa 270 km breiten Frontabschnitt am Don zwischen Pawlowsk und der Mündung des Flusses Chopër. Die Rote Armee konnte am 23. November die deutsche 6. Armee im Kessel von Stalingrad einschließen, infolgedessen war der rechte Flügel der italienischen 8. Armee am mittleren Don ungedeckt und wurde ab 16. Dezember in der Operation Kleiner Saturn von der Roten Armee zerschlagen. Es folgte ein ungeordneter Rückzug zum unteren Donez. Eine zweite sowjetische Winteroffensive im Januar 1943 traf die im Norden benachbarte ungarische 2. Armee mit gleichem Erfolg. Der noch intakte linke Flügel der italienischen 8. Armee (Alpinikorps) musste daraufhin einen verlustreichen Rückzug durch die russische Steppe nach Westen führen und wurde bis Ende Januar 1943 völlig zerschlagen.

## Erster Weltkrieg
Die 8. Armee wurde am 1. Juni 1918 in Oberitalien am Fluss Piave gebildet, in einem Abschnitt zwischen Pederobba im Westen und Maserada sul Piave im Südosten. Von Pederobba bis zur Mitte des Montello-Hügels stand das XXVII. Korps, danach das VIII. Korps. Dahinter brachte man vorübergehend das XXX. Korps als Reserve in Stellung.

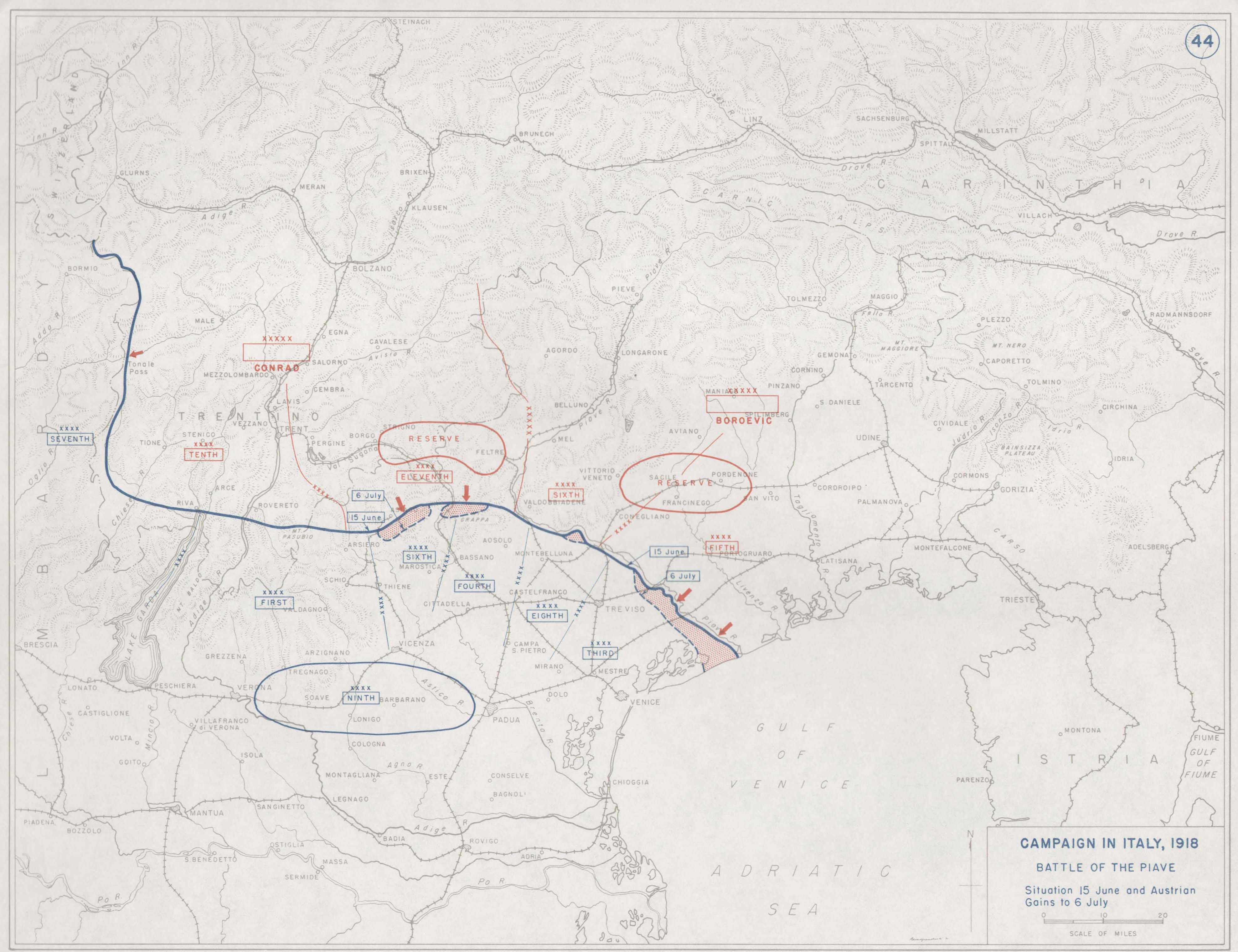
Zweite Piaveschlacht

Zwei Wochen nach ihrer Aufstellung geriet die 8. Armee (auch Montello-Armee genannt) gleich zu Beginn der zweiten Piaveschlacht in erhebliche Schwierigkeiten, weil sich eine ihrer Divisionen auf dem östlichen Teil des Montello vom Gegner überrumpeln ließ. Wegen einer falschen Lagebeurteilung erfolgten Meldungen über die kritische Situation an das italienische Oberkommando verspätet; erst bei Giavera konnten Reserven den Vorstoß stoppen. Nachdem sich gezeigt hatte, dass der restliche Teil des Hügels nicht zu nehmen war, konzentrierte sich der Kampf auf den Ort Nervesa, der am östlichen Fuß des Montello am Piave liegt. Ziel der österreichisch-ungarischen Verbände in Nervesa war es, mit einem Vorstoß in südöstlicher Richtung den Brückenköpfen auf der rechten Seite des Piave zur Hilfe zu kommen und somit die gesamte italienische Piavefront im Tiefland aufzurollen. Am 19. Juni 1918 schlug ein schlecht koordinierter Gegenangriff der 8. Armee am Montello fehl. Beim Gegner führte der Angriff jedoch zur Überzeugung, dass die Schlacht nicht mehr zu gewinnen war. Darüber hinaus gingen wegen Hochwasser und Artilleriebeschuss die Brücken der Pioniere verloren, was die Versorgung der Brückenköpfe immer schwieriger machte. Am 20. Juni wurde auf österreich-ungarischer Seite der allgemeine Rückzug auf das linke Piaveufer beschlossen. Auf dem Montello erfolgte der Rückzug in der Nacht vom 21. auf den 22. Juni; er blieb zwei Tage unerkannt. Erst am 24. Juni 1918 rückte die 8. Armee an diesem Frontabschnitt wieder bis zum Piave vor. Weniger Probleme hatte die Armee an anderen Abschnitten.
In der für Oktober 1918 angesetzten italienischen Großoffensive sollte die 8. Armee im Mittelpunkt stehen. Die gegenüberliegende österreichisch-ungarische 6. Armee sollte durch einen sichelförmigen Vorstoß von Ponte della Priula bei Nervesa über Conegliano nach Vittorio von der südöstlich im Tiefland stehenden Isonzo-Armee getrennt, der Versorgungsweg aus Sacile unterbrochen und Rückzugsmöglichkeiten in Richtung Tagliamento und Ponte nelle Alpi abgeschnitten werden. Zu diesem Zweck wurde die 8. Armee wesentlich verstärkt; unter anderem sollte sie von der südöstlich anschließenden 3. Armee das XI. Korps und damit dessen Abschnitt bis Ponte di Piave übernehmen. Da schließlich auch der linke Flügel der 8. Armee in die Angriffsplanungen einbezogen wurde, erschien der Frontabschnitt von Pederobba bis Ponte di Piave zu lang. Daher beschloss man, an den beiden Enden des genannten Abschnitts auch mit einer französischen und zwei britischen Divisionen zwei kleine neue Armeen zu bilden, die unter französischem Befehl stehende 12. Armee im Westen und die unter britischem Befehl stehende 10. Armee im Südosten. Angesichts des Beitrags von nur drei verbündeten Divisionen war die Entscheidung, zwei Armeekommandos verbündeten Generalen zu überlassen, in der italienischen Militärführung nicht unumstritten.

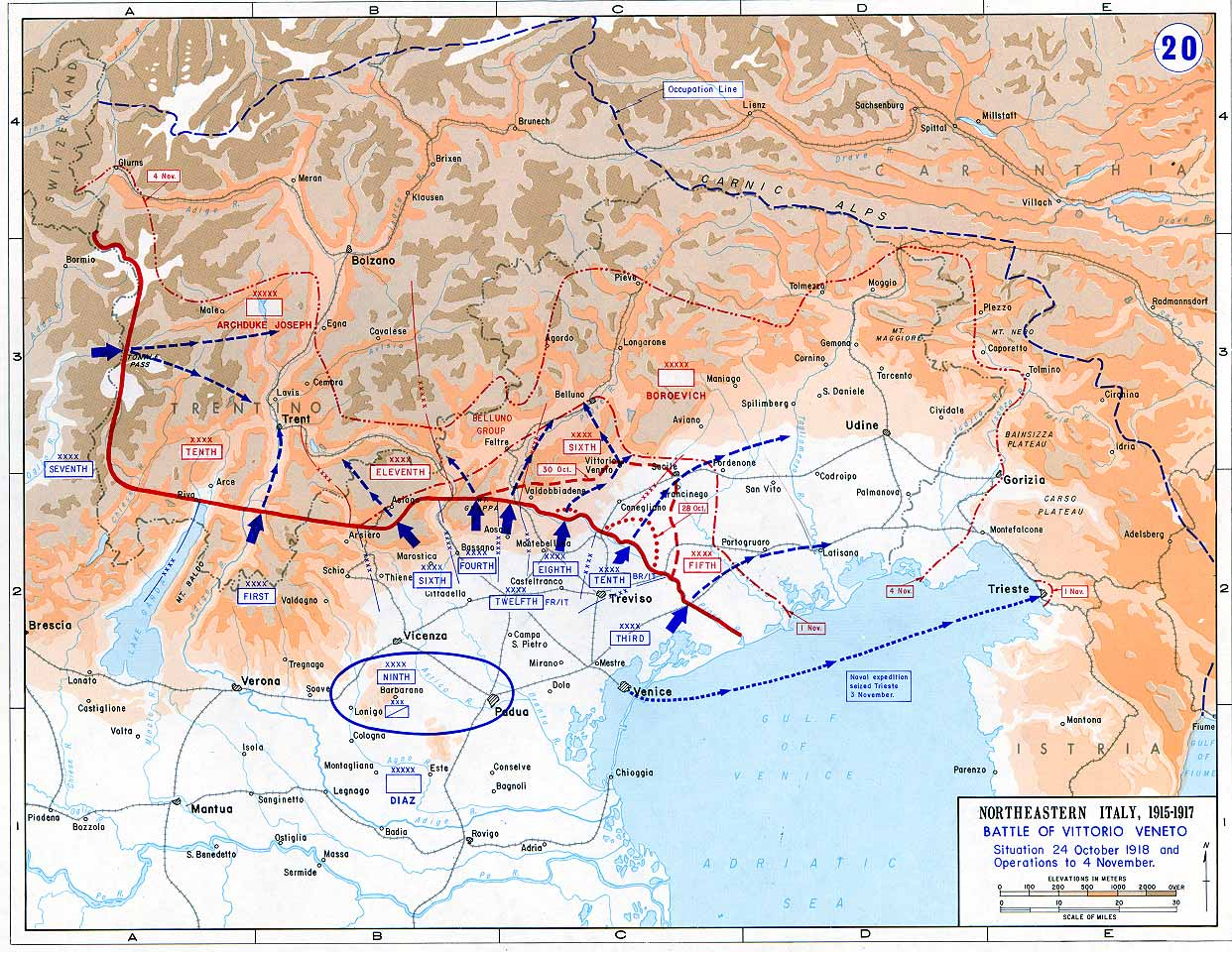
Schlacht von Vittorio Veneto

Im nunmehr etwas verkürzten Frontabschnitt der 8. Armee zwischen Vidor und Ponte della Priula standen von Westen nach Osten am Nordrand des Montello das XXVII. und das XXII. Korps, im Südosten bei Ponte della Priula das VIII. und das XVIII. Korps. Hinzu kam das (nicht geschlossen eingesetzte) Sturmkorps. Der linke Flügel hatte sich bei Sernaglia auf das Zentrum der gegnerischen 6. Armee zu werfen, der rechte Flügel den genannten sichelförmigen Vorstoß auf Vittorio zu führen. Die rechte Flanke sollte dabei die 10. Armee mit einem Vorstoß auf Sacile decken, die 12. Armee sollte sowohl mit der 8. Armee, als auch mit der 4. Armee im Westen kooperieren. Da Italien im Gegensatz zu anderen Ländern im Ersten Weltkrieg keine Heeresgruppenkommandos aufstellte, wurde die 10. Armee in der ersten Phase dem Kommando der 8. Armee unterstellt, die 12. Armee operierte mit ihrem rechten Flügel nach Anweisungen der 8. Armee.
In der am 24. Oktober 1918 begonnenen Schlacht von Vittorio Veneto hatten die Armeen am Piave wie schon der Gegner zuvor mit Problemen beim Übergang über den Fluss zu kämpfen, weil Hochwasser und Artilleriebeschuss wiederum etliche Brücken zerstörten. Bei Ponte della Priula kam das VIII. Korps nicht von der Stelle. Aus diesem Grund wurde das XVIII. Korps über die Brücken der benachbarten 10. Armee geschickt und stieß entlang des linken Ufers nach Nordwesten und auch nach Susegana vor, was dem VIII. Korps den geplanten Vorstoß in Richtung Conegliano und Vittorio ermöglichte. Nördlich des Montello hielt die 1. Sturmdivision am 27. Oktober im Brückenkopf bei Sernaglia Gegenangriffen stand und ging ihrerseits zum Gegenangriff über. Die Angriffe aus den gesicherten Brückenköpfen entschieden die Schlacht am 28. Oktober noch vor Erreichen der ersten Operationsziele, weil der demoralisierte Gegner auch wegen der schlechten Versorgungslage und der zerrütteten Verhältnisse in der Heimat den Kampf teilweise aufgab.
Vittorio wurde am 30. November 1918 eingenommen. Im weiteren Verlauf nahm die 8. Armee mit der 10. und 3. Armee am Vormarsch in Richtung Tagliamento und Isonzo teil, einige Verbände stießen nach Ponte nelle Alpi und weiter nach Norden vor. Nach Kriegsende wurde die 8. Armee am 31. Januar 1919 aufgelöst.

## Zweiter Weltkrieg

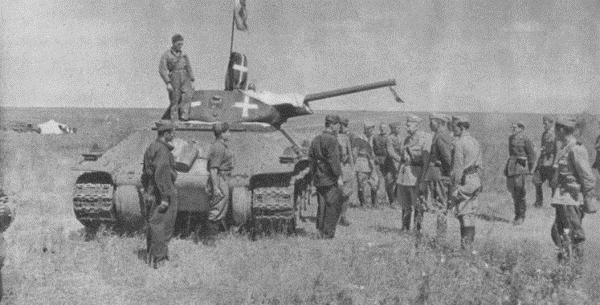
Italo Gariboldi Kommandeur der 8ª Armata inspiziert einen erbeuteten T-34-Panzer

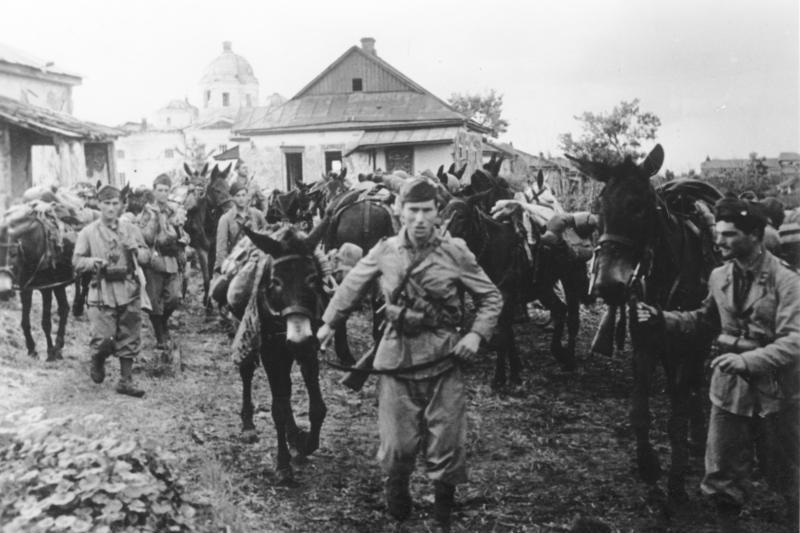
Italienische Soldaten mit Mauleseln im Juli 1942 an der Ostfront

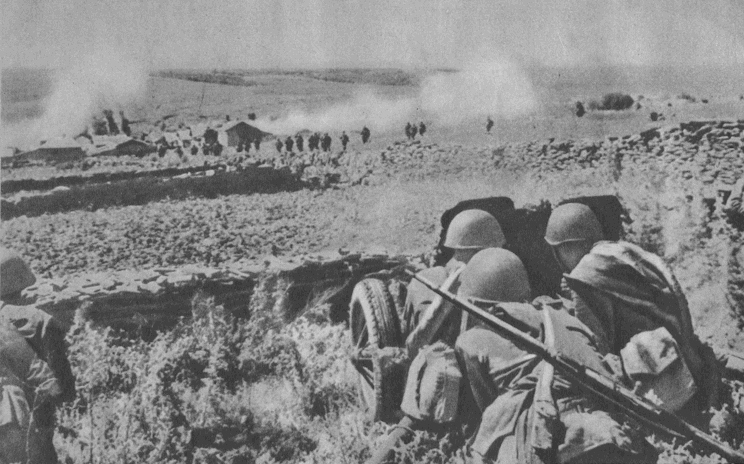
Italienisches Panzerabwehrgeschütz während eines sowjetischen Angriffs

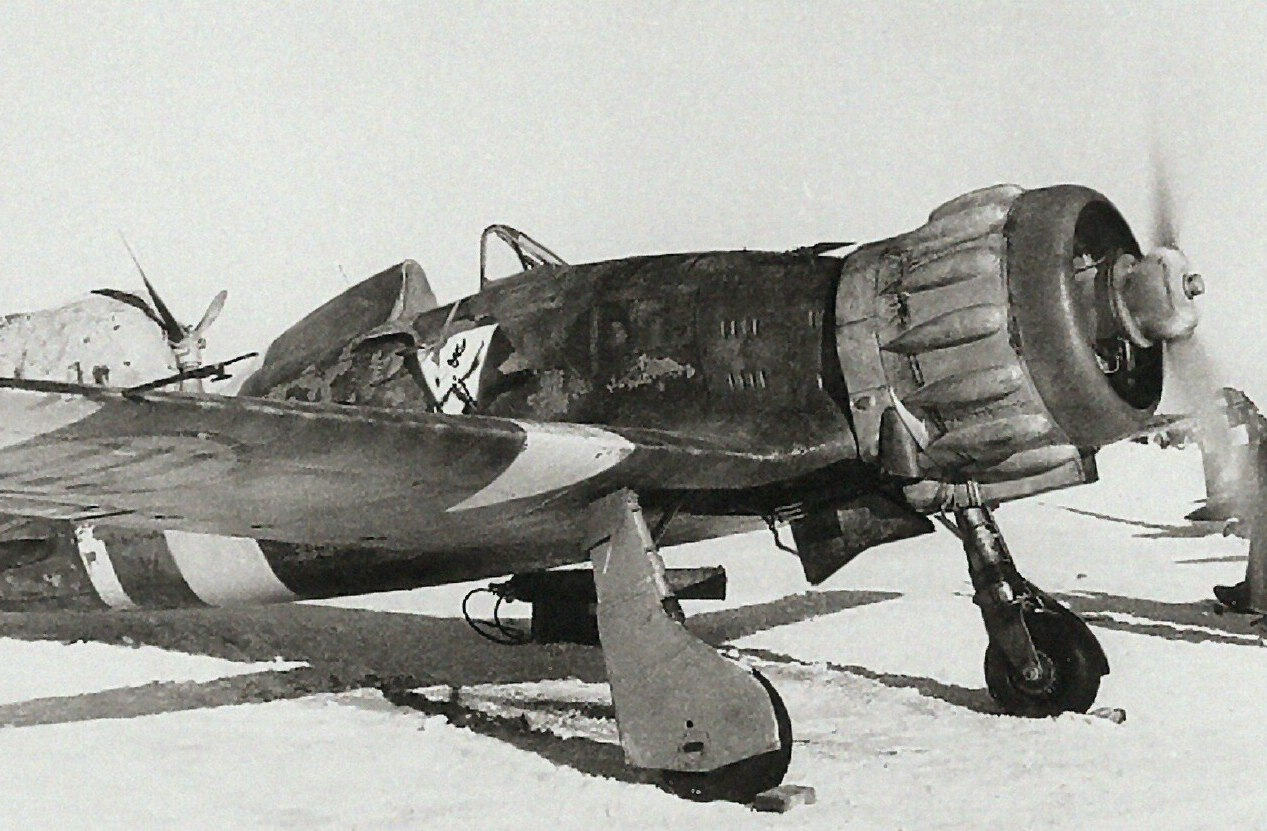
Macchi MC.200 an Ostfront

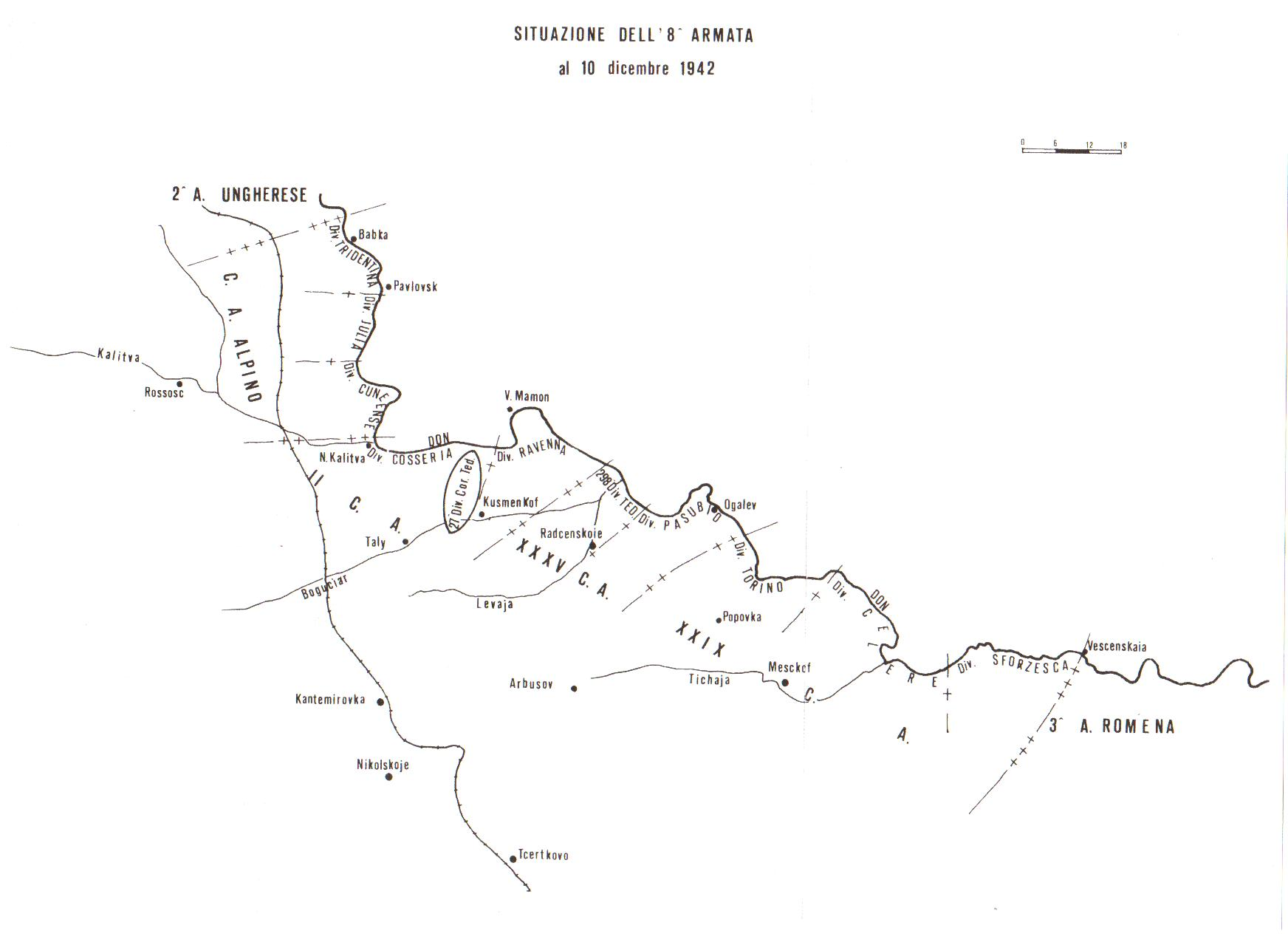
8. Armee am 10. Dezember 1942 am Don

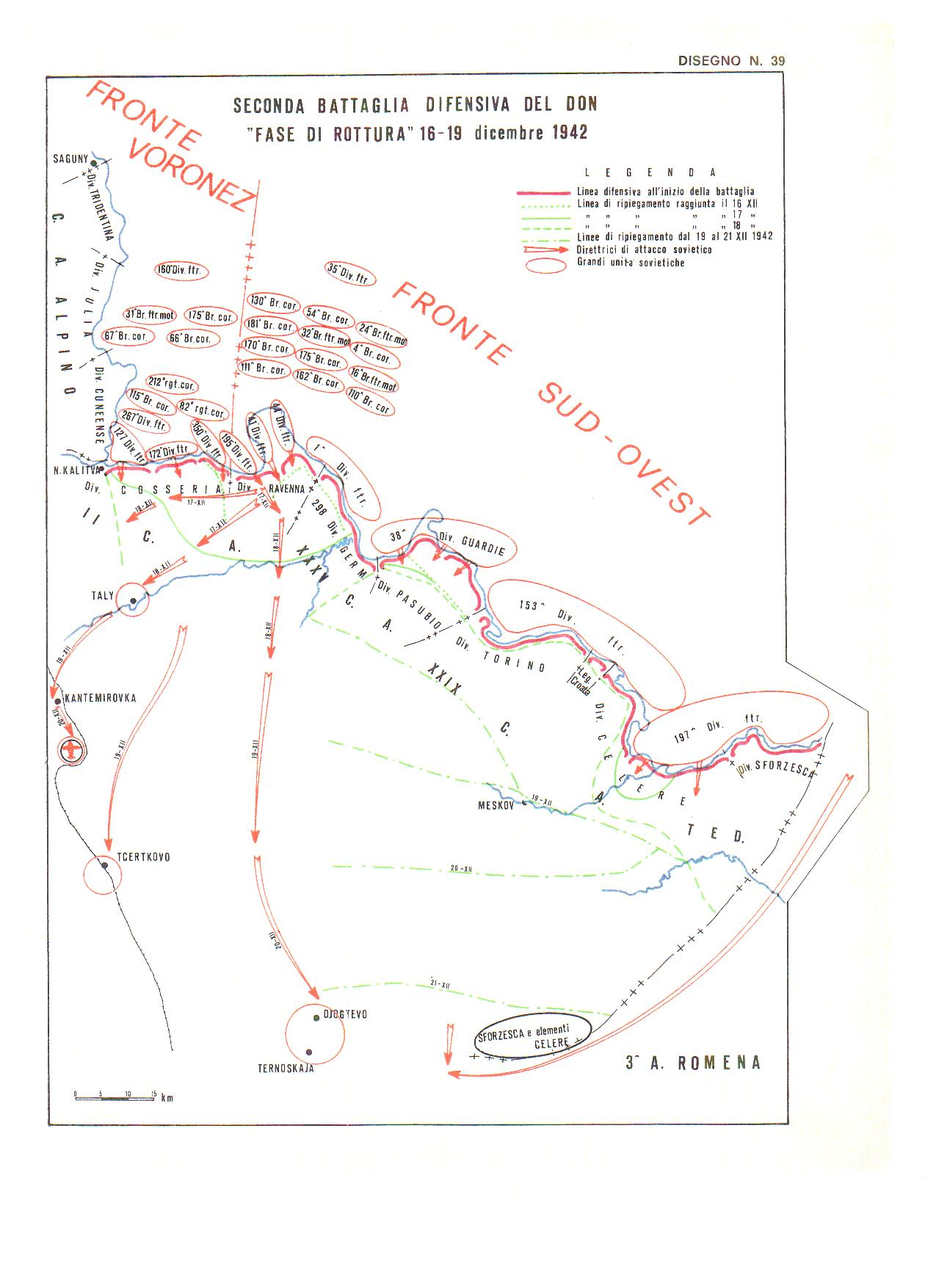
Sowjetischer Durchbruch im Dezember 1942

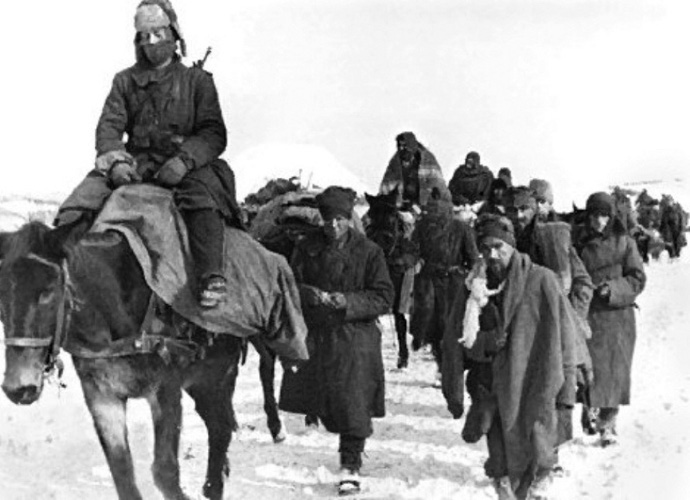
Alpini-Einheit beim Rückzug nach der Schlacht von Nikolajewka

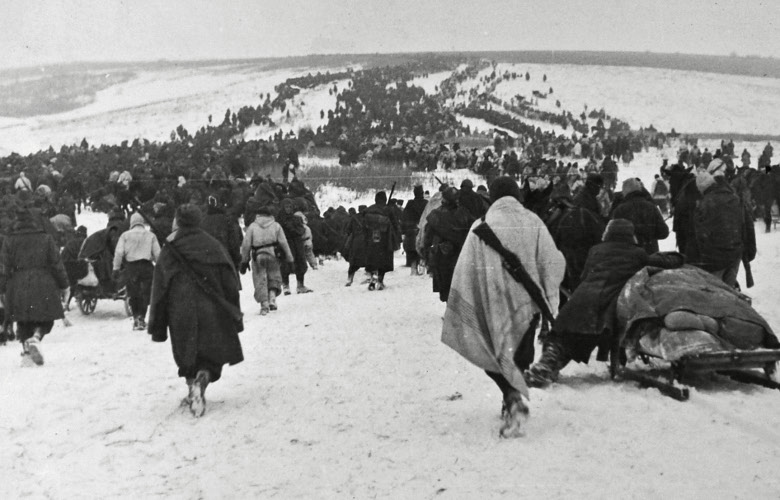
Rückzug vom Don

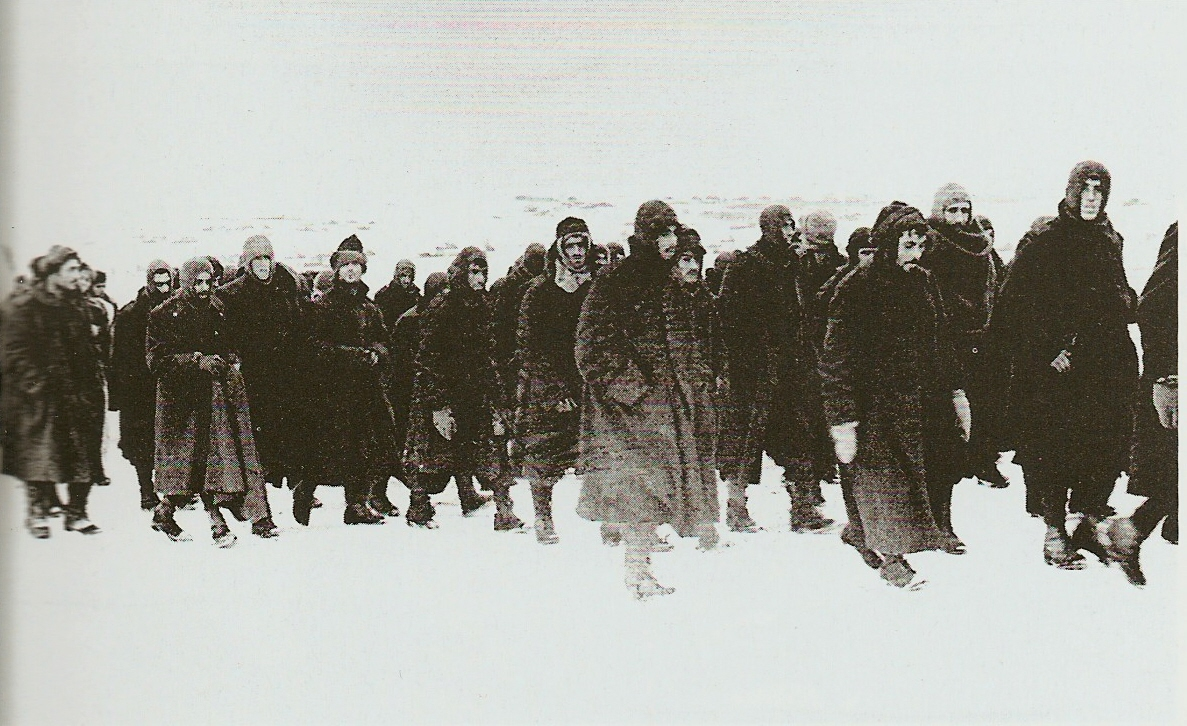
Italienische Kriegsgefangene 1943

Das Kommando der 8. Armee wurde am 25. Januar 1940 in Mailand reaktiviert und verlegte am 12. Juni 1940 nach Bologna. Mit seinen drei nachgeordneten Korps unterstand das Kommando bis zum 10. Juli 1940 dem Heeresgruppenkommando Ost und danach dem Heeresgruppenkommando „zur Verfügung“, mit dem es am 31. Oktober 1940 wieder aufgelöst wurde.
Nachdem sich das italienische Expeditionskorps in Russland unter General Giovanni Messe von August bis Dezember 1941 zwischen Jampol am Dnister und Stalino am Donez gut in die deutschen Operationen eingefügt hatte, beschloss man noch im Dezember 1941 die Entsendung von zwei weiteren italienischen Korps in die Sowjetunion. Dabei handelte es sich um das II. Korps mit den Infanteriedivisionen 2  Sforzesca, 3 Ravenna und 5 Cosseria sowie um das Alpini-Korps mit den Gebirgsdivisionen 2 Tridentina, 3 Julia und 4 Cuneense. Für das aus der 3. schnellen Division sowie aus den Infanteriedivisionen 9 Pasubio und 52 Torino bestehende Expeditionskorps Messes war die Bezeichnung XXXV. Korps vorgesehen. Die drei Korps sollten zusammen mit der Sicherungsdivision Vicenza und etlichen anderen Unterstützungsverbänden dem zu reaktivierenden 8. Armeekommando unterstellt werden. Als Messe von diesen Plänen erfuhr, reiste er umgehend nach Rom, um Mussolini davon abzubringen. Der unzureichende Motorisierungsgrad der italienischen Verbände in der Sowjetunion würde sich weiter verschlechtern und ohne moderne Panzerverbände wäre die Armee größten Gefahren ausgesetzt. Messes Einwände wurden aus politischen Gründen abgewiesen.
So wurden in den ersten Monaten des Jahres 1942 in Italien die beiden zusätzlichen Korps und die sonstigen Verbände zusammengestellt und mit dem 8. Armeekommando ab Anfang Juni auf den Weg in die Sowjetunion geschickt, wo sie sich mit dem XXXV. Korps bei Stalino vereinigten. Die Armee hatte rund 229.000 Soldaten und verfügte unter anderem über knapp 900 Geschütze, 52 Flugabwehrkanonen 75/46 mod. 34 sowie  224.297 47/32-Panzerabwehrkanonen (davon 19 Selbstfahrlafetten) und 54 deutsche Pak 7,5 cm. Hinzu kamen rund 23.000 Kraftfahrzeuge verschiedener Art, darunter 19 leichte Panzerwagen. Auch 25.000 Pferde und Maultiere gehörten zur Armee. Die Armee verfügte nur über leichte Panzer L6/40 und mehrere erbeutete sowjetische Panzer. Nur sehr wenige moderne Panzerabwehrgeschütze standen zur Verfügung. Im Vergleich zu dem, was die Sowjets Ende 1942 und Anfang 1943 zur Verfügung hatten, wurden italienische Panzer und Panzerabwehrgeschütze als gefährlicher für die Besatzungen angesehen als für den Feind. Infanterie-Handfeuerwaffen waren oft unzureichend, und Gewehre und Maschinengewehre anfällig für Störungen. Darüber hinaus fehlte es an Winterausrüstung. Im Vergleich zu Divisionen der Wehrmacht waren die italienischen Divisionen des königlichen Heeres an Feuerkraft, Beweglichkeit und Fernmeldetechnik unterlegen. Auch der Ausbildungsstand der Unteroffiziere und Mannschaften ließ zu wünschen übrig. Der Chef des Deutschen Verbindungsstabes General Kurt von Tippelskirch schrieb im Juli 1942 gleichwohl über die Truppen an der Front: „Sie verfügen über besonders gutes Menschenmaterial. Die Truppe ist gut diszipliniert. Bisher wurden 500 km Fußmarsch mit Gepäck trotz grosser Hitze in guter Stimmung überwunden. Der Wunsch, an den Feind zu kommen, ist vorherrschend. Die Divisionen sind gut ausgerüstet und bewaffnet, verfügen über eine besonders brauchbare Kraftfahrzeugausstattung. Sie sind voll kampfkräftig.“
Der Generalstabschef des Heeres, General Cavallero, hatte bereits in der Phase des Aufbaus der 8ª Armata nachdrücklich darauf bestanden, dass die für die Verteidigung gegen die sowjetischen Panzer notwendigen Mängel an den Fahrzeugen und der Panzerabwehr von den Deutschen geschlossen werden sollten. Am 6. Februar 1942 antwortete das Oberkommando des Heeres auf die Forderung, in der das italienische Oberkommando auf den Mangel an Fahrzeugen und Panzerabwehrgeschützen hinwies, dass das verfügbare Material auch für die deutschen Einheiten nicht ausreiche. Das deutsche Oberkommando bemerkte jedoch, dass man sich keine allzu großen Sorgen machen sollte, da die Sowjets selbst 1942 wahrscheinlich viel schlechter ausgerüstet seien als 1941. Laut einem Telefongespräch vom 1. Dezember 1942 zwischen Generalstabschef Kurt Zeitzler und Hitler wurden die Italiener dennoch zur Panzerbekämpfung durch ein deutsches Pionierlehrkommando und deutsche Pioniere, ausgerüstet mit 9.000 Hafthohlladungen sowie Sprengkörpern, verstärkt.
Der 8. Armee waren 64 Flugzeuge der Regia Aeronautica zugeteilt. Dabei handelte es sich Flugzeuge der Typen Macchi C.200, Macchi C.202, Caproni Ca.311, und Fiat Br.20.
Im Juli 1942 nahmen Teile des II. Korps mit dem XXXV. Korps am weiteren deutschen Vorstoß teil und erreichten den Don. Der 8. Armee wurde nordöstlich von Kantemirowka ein rund 270 km langer Frontabschnitt entlang des Flusses zugewiesen. Dieser zu lange Frontabschnitt führte zur Entscheidung das Alpini-Korps nicht wie geplant im Kaukasus, sondern mit den beiden anderen Korps im Flachland einzusetzen. Zur Unterstützung der Abwehrfähigkeit schob man zwischen die italienischen einige deutsche Großverbände ein, die nur über unzureichende Ausrüstung verfügten, da die Großverbände mit moderner Ausrüstung in Stalingrad benötigt wurden.
Anfang August 1942 wiesen Bersaglieri der 3. schnellen Division „Principe Amedeo Duca d’Aosta“ unter hohen eigenen Verlusten einen sowjetischen Angriff bei Serafimowitsch ab. Ende des Monats griffen drei sowjetische Divisionen aus zwei Brückenköpfen bei Serafimowitsch und Kremenskaja die Division Sforzesca an und überrannten sie. Die Lage konnte nur mit Reserven aufgefangen werden, wobei sich bei Isbuschenskij das Kavallerieregiment Savoia Cavalleria auszeichnete. In den folgenden Monaten blieb es relativ ruhig, die italienischen Verbände nahmen bis November ihre Winterstellungen ein.
Ganz im Nordwesten schloss sich an die ungarische 2. Armee das Alpini-Korps mit seinen drei Divisionen an, in südöstlicher Richtung folgte das vom sowjetischen Brückenkopf gegenüber Werchni Mamon bedrohte II. Korps mit den Divisionen Cosseria und Ravenna, danach das XXXV. Korps mit der deutschen 298. Infanterie-Division und der Division Pasubio und schließlich das deutsche XXIX. Korps mit der Division Torino, der deutschen 62. Infanterie-Division und der angeschlagenen Division Sforzesca.
Südlich ab Weschenskaja begann der Abschnitt der rumänischen 3. Armee. Die Reserve bestand aus der 294. Infanterie-Division, der 22. Panzer-Division mit Panzer 38(t) und die angeschlagene schnelle Division “Principe Amedeo Duca d’Aosta”.
Am 19. November 1942 begannen die Sowjets mit der Operation Uranus, die zur Einkesselung der deutschen 6. Armee in Stalingrad führte. Aus diesem Grund wurden die deutschen Divisionen der 8. Armee bis auf die eher dem italienischen Standard entsprechende 298. Infanterie-Division abgezogen. Eine geplante sowjetische Großoffensive gegen die 8. Armee, die Operation Saturn, sah einen Vorstoß in südlicher Richtung bis Rostow und zum Asowschen Meer vor, um sowohl die neue Heeresgruppe Don, als auch die am Kaukasus stehende Heeresgruppe A abzuschneiden. Die deutschen Reaktionen zwangen zu einer Änderung und Begrenzung dieser Pläne. Mit der Operation Kleiner Saturn sollten die 8. Armee und die deutsch-rumänische Armeeabteilung Hollidt vernichtet werden, auf einen weiteren Vorstoß nach Rostow wollte man mangels ausreichender Kräfte zunächst verzichten. Kurz vor Beginn der Operation erhielt die 8. Armee wieder einige deutsche Verbände. Ab dem 11. Dezember 1942 begann die Rote Armee mit kleineren Verbänden begrenzte Vorstöße: betroffen waren die Division Cosseria zwischen Nowaja Kalitwa und Samodurowka, das deutsche 318. Infanterie-Regiment bei Deresowka, die Division Ravenna aus dem Brückenkopf Werchnij-Mamon und die Division Pasubio bei Ogolew. Bis zum 15. Dezember verausgabten sich die italienischen Verbände bei Gegenangriffen.
Als dann am 16. Dezember mit der Operation Saturn der sowjetische Großangriff aus dem Brückenkopf Werchnij-Mamon und aus dem umliegenden Gebiet über den zugefrorenen Fluss losbrach, hielt das II. Korps einen Tag stand und wich dann zurück; die vor dem Brückenkopf stehende Division Ravenna wurde überrollt. Auch die 298. Infanterie-Division des südöstlich angrenzenden XXXV. Korps zog sich zurück. Der sowjetische Durchbruch führte in den folgenden Tagen zu einem von Panik und Verzweiflung geprägten Rückzug nach Taly und Kantemirowka, dessen das Armeekommando nicht mehr Herr wurde, auch weil es keine Lagemeldungen von den überrannten Verbänden mehr erhielt und über keine ausreichenden Reserven verfügte.
Die weiteren sowjetischen Vorstöße in das Hinterland, nach Tschertkowo, Millerowo und schließlich bis vor Ternoskaja erlaubten die Vereinigung mit sowjetischen Verbänden, die im Südosten im Bereich der Armeeabteilung Hollidt durchgebrochen waren. Damit war die 8. Armee bis auf das ganz im Nordwesten stehende Alpini-Korps eingekesselt. Die abgeschnittenen Verbände versuchten, sich in zwei Gruppen nach Südwesten durchzuschlagen: Die nördliche Gruppe wurde zwischen dem 21. und dem 25. Dezember 1942 bei Arbusowka fast aufgerieben, die Reste stießen Mitte Januar 1943 bei Belowodsk auf deutsche Truppen. Die südliche Gruppe erlitt bei Werchne-Tschirskaja schwere Verluste, dem Rest gelang der Rückzug über Skosiskaja nach Forschadt am Donez. In Millerowo eingeschlossenen Verbänden gelang der Ausbruch am 14. Januar 1943 in Richtung Woroschilowgrad und Kamensk.
Am 12. Januar 1943 begannen die Sowjets mit der Operation Ostrogoschsk-Rossosch, die nördlich des Alpini-Korps zum raschen Zusammenbruch der ungarischen 2. Armee führte. Gleichzeitig wurde südlich des italienischen Korps die vom deutschen XXIV. Panzerkorps und anderen Verbänden gehaltene Front in Richtung Rowenki (Divisionsstab Cosseria) und Rossosch (Stab des Alpini-Korps) durchbrochen. In den ersten Tagen hielten die drei Alpini-Divisionen und die Sicherungsdivision Vicenza zusammen mit deutschen Verbänden die Stellungen. Da man mangels klarem Lagebild die Einkesselungsgefahr nicht sofort erkannt hatte, erging der Rückzugsbefehl erst am 17. Januar, als es bereits zu spät war. 70.000 Italiener, 10.000 Deutsche und mehrere tausend Ungarn versuchten, in westlicher Richtung aus dem Kessel auszubrechen, der bald 120 Kilometer hinter der neuen Frontlinie lag. Bei strengem Frost folgten verlustreiche Durchbruchskämpfe bei Postojalij, Warwarowka und Scheljakino, darüber hinaus gab es zahlreiche weitere Gefechte. Am 26. Januar 1943 setzte sich die Division Tridentina in der Schlacht von Nikolajewka durch, womit der Weg nach Schebekino und zu den deutschen Linien frei war. Die Reste anderer Verbände mussten hingegen bei Waluiki aufgeben.
Innerhalb von zehn Tagen hatten die drei Gebirgsdivisionen, die Division „Vicenza“, einige deutsche Einheiten des XXIV. Korps und eine große Masse italienischer, rumänischer und ungarischer Nachzügler mehr als 120 km unter ungünstigen klimatischen Bedingungen mit tiefem Schnee und Temperaturen zwischen −35 und −42 °C, mit wenigen Transportmitteln, unzureichender Kleidung und unaufhörlichen Angriffen sowjetischer Truppen zurückgelegt. Am 30. Januar versammelten sich die Überlebenden des Alpenkorps zusammen mit 16.000 Deutschen und Ungarn in Šebekino.
Die Reste der 8. Armee sammelten sich Anfang März 1943 bei Gomel, von wo aus sie nach Italien zurückgeführt wurden. Das Kommando der 8. Armee verlegte im April 1943 von Charkow nach Padua. Zuletzt führte es in Norditalien das XXIII. und das XXIV. Korps sowie das XXXV. Korps. Nach der Bekanntgabe des Waffenstillstands von Cassibile erfolgte am 10. September 1943 die offizielle Auflösung.
Von 235.000 Soldaten verlor die 8. Armee 114.520 Soldaten an der Ostfront.
In Italien gibt es den Veterenenverein Unione Nazionale Italiana Reduci di Russia (UNIRR) (deutsch: „Italienischer Nationaler Veteranenverband des Russlandfeldzugs“). In Rom an der Via Cassia 737 gibt es seit 2001 ein Denkmal im Giardino dei Caduti e Dispersi in Russia (deutsch: „Garten der Gefallenen und Vermissten in Russland“).
Laut dem Historiker Thomas Schlemmer ist in allen Erzählungen über die 8ª Armata die Opferhaltung in der einen oder anderen Form zu finden. Die italienischen Soldaten zugleich als Opfer einer verbrecherischen Politik der faschistischen Führung, als Opfer verantwortungsloser Entscheidungen unfähiger Offiziere, die ihre Soldaten ohne die notwendige Ausrüstung und mit veralteten Waffen auf den sowjetischen Kriegsschauplatz beordert hatten, als Opfer eines gnadenlosen Krieges gegen die Rote Armee, die Weite des Landes und die Härte des russischen Winters und nicht zuletzt als Opfer der vermeintlichen deutschen Waffenbrüder, die ihre beherzt kämpfenden Verbündeten im Stich gelassen, ja verraten hätten. Die deutschen Verbündeten erscheinen in den Erzählungen einmütig als grausam, arrogant und überheblich aufgetreten, vor Mord und Totschlag nicht zurückgeschreckt und hätten ihre italienischen Waffengefährten in der Stunde der Not verraten, um sich selbst in Sicherheit zu bringen. Belegt ist, dass es während der Rückzugskämpfe auch Akte kameradschaftlicher Solidarität zwischen Deutschen und Italienern auf der einen und schwerwiegende Auseinandersetzungen zwischen italienischen Soldaten gegeben hatte. Die Beziehungen zwischen den Deutschen und Italienern waren zufriedenstellend bis zum Rückzug und die Moral der Truppe intakt.

## Oberbefehlshaber
- Tenente Generale Giuseppe Pennella (1918)
- Tenente Generale Enrico Caviglia (1918)
- Generale designato d’Armata Adalberto von Savoyen-Genua (1940)
- Generale designato d’Armata Italo Gariboldi (1942–1943)

## Hauptquartier
- Mailand (1940)
- Bologna (1940)
- Stalino (1942)
- Charkow (1943)
- Padua (1942, 1943)